# 淮安市

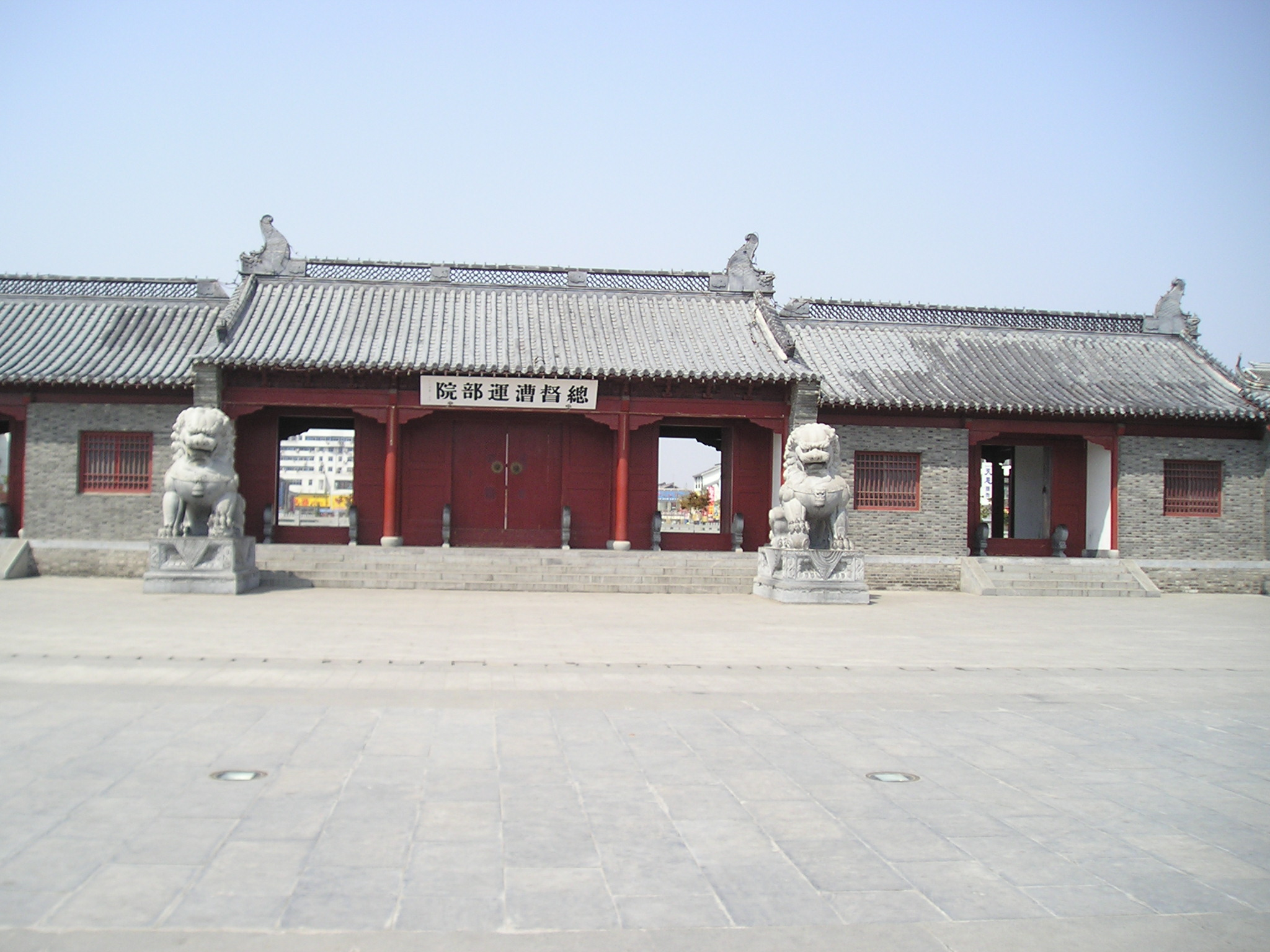
漕運総督衙門の建物

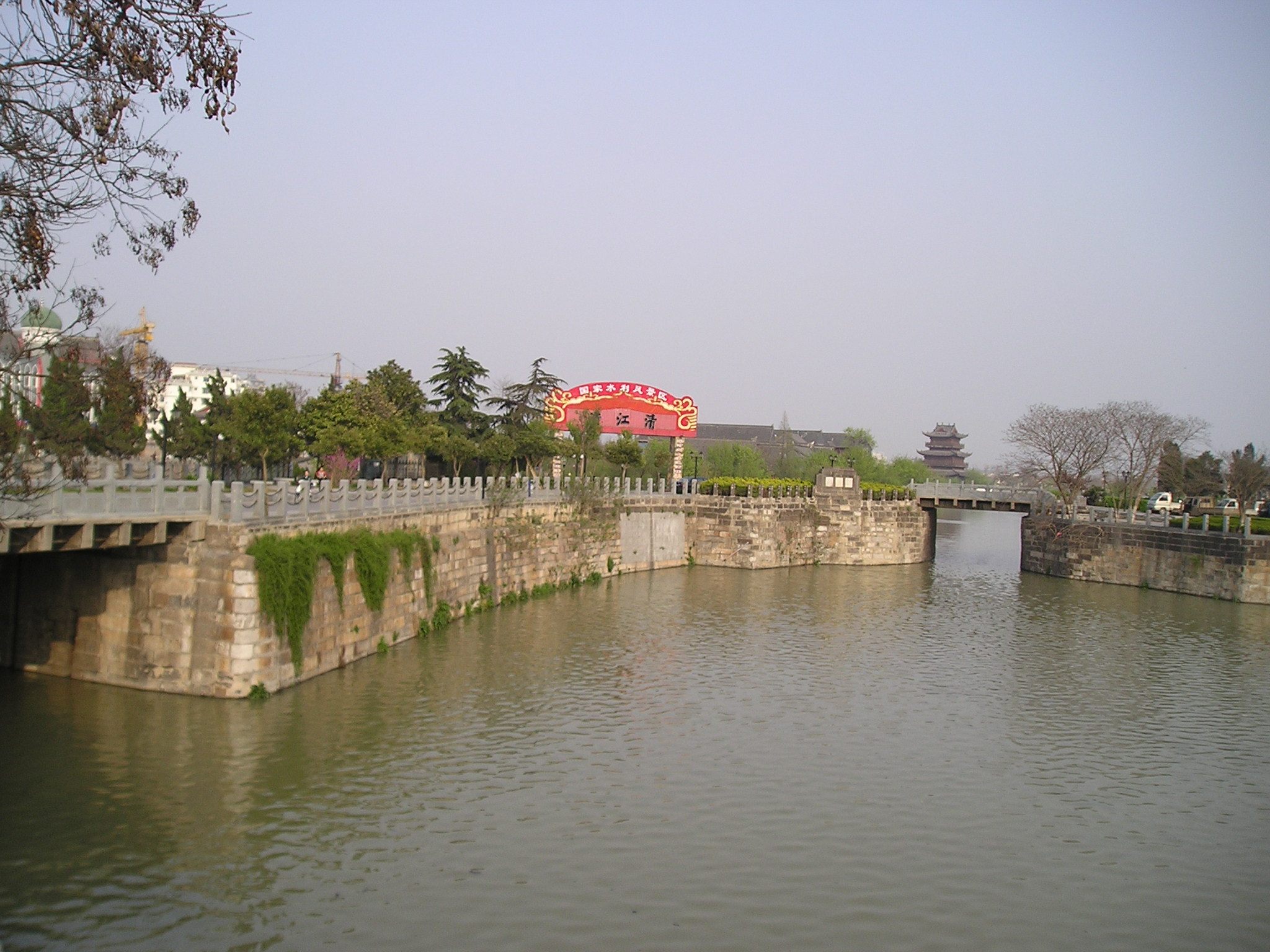
清江浦・大閘口

淮安市（わいあん/フアイアン-し，拼音: Huáiān）は中華人民共和国江蘇省の中西部に位置する地級市。2001年以前は淮陰市（わいいん-し）と称されており、同名の淮安市は県級市として淮陰市管轄とされていた（詳細は淮安区を参照）。淮河の流域にあり、淮河水系の中国第4位の淡水湖・洪沢湖が西部に広がる。面積は10,030平方km、人口は約455.6万人（2021年）。中華人民共和国の政治家周恩来の出身地でもある。

## 地理
淮安は江蘇省中西部に位置し、西北は宿遷市に、北は連雲港市に、東は塩城市に、東南は揚州市に、西南は安徽省滁州市に接する。
淮安市の大部分は淮河流域の平野で、地勢はきわめて平坦である。盱眙県の域内に若干の丘陵地帯が存在する。
また淮安市には河川や湖沼が非常に多い。主要な河川・運河は、京杭大運河、淮河、蘇北灌漑総渠などがある。淮河はかつて淮安から東の黄海へと流れていたが、黄河の流路が南へ移り淮河の流路を乗っ取ったために淮河は溢れ出して南の長江へと流れるようになった。このときあふれた水で形成されたのが、淮安西部の市境に広がる中国第4位の大きさの湖・洪沢湖である。淮河の氾濫を防ぐため、中華人民共和国は蘇北灌漑総渠を建設し、再び淮河の水の一部を黄海へ流している。

## 歴史
淮安の歴史は淮河（淮水）と切り離せない。伝説では、大禹は淮水の治水を行い永く安定させたという。秦代には淮安県が置かれ、現在の淮安市に至る2000年の歴史の始まりとなった。また、淮陰県（現在の碼頭鎮の東南）、盱眙県、東陽県（現在の盱眙県馬壩鎮）もこの時期に設置されている。淮陰城は当時は泗水が淮水に合流する地点の正面にあり、東には淮水と長江を結ぶ運河の基点があったため、水上交通の要地となっていた。
秦漢代には劉邦を補佐して前漢建国に大きく貢献した韓信のほか、前漢の辞賦家の枚乗、枚皋、後漢の文人で建安七子のひとり陳琳を輩出ている。
行政区画としては東晋により設置された山陽郡を前身とする。隋代になると592年（開皇2年）に山陽郡は廃止され、新たに楚州が設置された。隋朝による大運河の建設は華北と江南の物流幹線を形成し、淮安で淮河などの河川と交差したため、淮安は経済的に大きな発展を遂げている。唐代になると621年（武徳4年）に東楚州とされたが、625年（武徳8年）には再び楚州とされた。宋代になると1228年（紹定元年）に淮安軍の軍治、元代には1283年（至元20年）に淮安路の路治とされている。
明清代になると淮安は治水、漕運、製塩行政の中心地とされ、南河総督と漕運総督が設置され、水運と製塩により最盛期を迎えた。淮安府と河下鎮、板閘鎮、清江浦の各都市を連絡する大都市群が形成され、淮安は揚州、蘇州、杭州と並ぶ大運河上の「四大都市」と呼ばれるまでになる。何万もの船が水門を通るため数キロの列を作ったという。
明代の淮安府は、現在の江蘇省の長江以北にあったわずか2箇所の「府」のうちのひとつで、その管轄範囲は黄海沿岸から内陸の広い範囲にわたり、現在の淮安市、塩城市、宿遷市、連雲港市および徐州市東部に及んだ。清代になると海州直隷州（現在の連雲港市）が分離、さらに徐州市付近に徐州府が新設されたため行政範囲は縮小した。当時の淮安府は山陽県（現在の淮安区）、清河県（現在の淮陰区）、安東県（現在の漣水県）、桃源県（現在の宿遷市泗陽県）、塩城県（現在の塩城市）、阜寧県（山陽県の東部に新設、現在の塩城市阜寧県）の6県を管轄した。1761年には清河県城が洪水で破壊され、山陽県の清江浦鎮を清河県の新たな県治とした。
中華民国が建国されると、1914年（民国3年）に行政区画改変が行われ管轄県名の改称とともに、府級行政組織が廃止され淮揚道が設置された。清江浦は淮揚道の道治となり、これ以後淮安府城に代わり行政の中心地を形成した。1937年（民国26年）に勃発した日中戦争では江蘇省政府が鎮江から淮陰に疎開したが、1939年（民国28年）3月には日本軍により占領された。1945年（民国34年）に中華民国政府が実効支配権を回復すると清江市が設置されている。1948年（民国37年）に両淮市と改称されたが、国共内戦の混乱によりまもなく廃止された。

### 中華人民共和国
1948年（民国37年）12月、淮海戦役により人民解放軍が淮陰及び淮安地方を実効支配に置くと、1949年（民国38年）4月21日、蘇北行政公署の下に淮陰専区が新設され、淮陰・淮宝・泗陽・沭陽・灌雲・宿遷・睢寧・新安・邳睢・漣水の10県を管轄した。1951年、淮陰県城地域を分割し清江市を設置、地区公署が設置されている。1953年1月には江蘇省が復活し、淮陰専区はその下に置かれるようになる。
以後、1950年代には隣接の徐州専区などとの間で管轄換えや県の分割・廃止などが相次いだ。1971年の時点で、淮陰地区は清江市および12の県（灌雲・灌南・沭陽・宿遷・泗陽・漣水・淮陰・淮安・洪沢・泗洪・盱眙・金湖）を管轄した。
1983年には清江市は淮陰市と改名し地級市に昇格した。旧清江市は清河区と清浦区になり、淮陰地区は淮陰市に吸収された。1987年には宿遷県と淮安県が県級市となっている。
1996年には宿遷市が地級市に昇格し、沭陽県・泗陽県・泗洪県とともに淮陰市から分離した。灌雲県および灌南県は連雲港市に移り、淮陰市は淮陰県・漣水県・金湖県・洪澤県・盱眙県の5県および淮安市、清河区、清浦区を管轄するようになった。
2000年12月21日、淮陰市は淮安市に改名された。中心はそのままもとの清江市・淮陰市のあった清河区に置かれ、もとの淮安市は楚州区に、もとの淮陰県は淮陰区に改められた。2012年には楚州区は淮安区に改名されている。

## 行政区画
4市轄区・3県を管轄する。
- 市轄区：
  - 淮安区・淮陰区・清江浦区・洪沢区
- 県：
  - 漣水県・金湖県・盱眙県

| 淮安市の地図                                              |
| --------------------------------------------------------- |
| 淮安区 淮陰区 清江浦区 洪沢区 漣水県 盱眙県 金湖県 洪沢湖 |

### 年表
この節の出典

#### 蘇北行署区淮陰専区
- 1949年10月1日 - 中華人民共和国蘇北行署区淮陰専区が成立。淮陰県・淮宝県・泗陽県・沭陽県・灌雲県・宿遷県・睢寧県・新安県・邳睢県・漣水県が発足。(10県)
- 1950年1月11日 - 塩城専区漣東県が漣水県に編入。(10県)
- 1950年5月12日 - 淮宝県が淮陰県、塩城専区淮安県、泰州専区宝応県に分割編入。(9県)
- 1950年12月18日 - 淮陰県の一部が分立し、清江市が発足。(1市9県)
- 1952年11月15日 - 江蘇省の成立により、江蘇省淮陰専区となる。

#### 江蘇省淮陰地区
- 1952年11月15日 - 江蘇省の成立により、蘇北行署区淮陰専区が江蘇省淮陰専区となる。(1市9県)
  - 新安県が新沂県に改称。
- 1953年3月6日 - 新沂県・睢寧県・邳睢県が徐州専区に編入。(1市6県)
- 1953年11月16日 - 沭陽県の一部が徐州専区東海県に編入。(1市6県)
- 1954年6月21日 (1市6県)
  - 淮陰県の一部(新興郷の一部)が塩城専区淮安県に編入。
  - 塩城専区淮安県の一部(蘇秦郷・立生郷の各一部)が淮陰県に編入。
- 1954年8月27日 - 淮陰県の一部が泗陽県・沭陽県に分割編入。(1市6県)
- 1954年8月30日 - 塩城専区淮安県を編入。(1市7県)
- 1955年2月21日 - 安徽省滁県専区盱眙県、宿県専区泗洪県を編入。(1市9県)
- 1956年4月3日 - 泗洪県・淮陰県・盱眙県・泗陽県の各一部が合併し、洪沢県が発足。(1市10県)
- 1956年7月5日 - 泗陽県の一部が宿遷県に編入。(1市10県)
- 1956年7月12日 - 漣水県の一部が灌雲県に編入。(1市10県)
- 1956年7月25日 (1市10県)
  - 清江市の一部(王営鎮)が淮陰県に編入。
  - 淮陰県の一部(機場郷・鉢池郷・太平郷・韓荘郷)が清江市に編入。
- 1957年3月14日 - 淮安県・淮陰県の各一部が洪沢県に編入。(1市10県)
- 1957年4月9日 - 泗洪県の一部が洪沢県に編入。(1市10県)
- 1957年5月 - 塩城専区阜寧県の一部が淮安県に編入。(1市10県)
- 1957年7月10日 - 灌雲県・漣水県の各一部が合併し、新安行政弁事処が発足。(1市10県1弁事処)
- 1957年11月29日 - 新安行政弁事処が県制施行し、灌南県となる。(1市11県)
- 1957年12月 (1市11県)
  - 淮安県の一部が塩城専区阜寧県に編入。
  - 淮陰県の一部が清江市に編入。
- 1958年9月5日 (1市10県)
  - 淮陰県が清江市に編入。
  - 清江市が淮陰市に改称。
- 1958年12月12日 - 徐州専区新海連市の一部が灌雲県に編入。(1市10県)
- 1960年1月4日 - 徐州専区新海連市の一部が灌雲県に編入。(1市10県)
- 1964年8月18日 - 淮陰市が清江市に改称。(1市10県)
- 1964年10月31日 - 清江市の一部が分立し、淮陰県が発足。(1市11県)
- 1964年11月16日 - 淮安県の一部が洪沢県に編入。(1市11県)
- 1965年9月3日 - 灌南県の一部が塩城専区浜海県に編入。(1市11県)
- 1966年3月5日 - 盱眙県が六合専区に編入。(1市10県)
- 1970年 - 淮陰専区が淮陰地区に改称。(1市10県)
- 1971年2月22日 - 六合専区盱眙県・金湖県を編入。(1市12県)
- 1972年11月 (1市12県)
  - 淮陰県の一部(城南公社・鉢池公社)が清江市に編入。
  - 清江市の一部(淮海公社および郊区公社の一部)が淮陰県に編入。
- 1983年1月18日
  - 清江市が地級市の淮陰市に昇格。
  - 灌雲県が連雲港市に編入。
  - 淮陰県・沭陽県・洪沢県・灌南県・泗洪県・漣水県・宿遷県・淮安県・金湖県・盱眙県・泗陽県が淮陰市に編入。

#### 淮陰市
- 1983年1月18日 - 淮陰地区清江市が地級市の淮陰市に昇格。(1市11県)
  - 淮陰地区淮陰県・沭陽県・洪沢県・灌南県・泗洪県・漣水県・宿遷県・淮安県・金湖県・盱眙県・泗陽県を編入。
- 1983年2月19日 - 清浦区・清河区を設置。(2区11県)
- 1983年7月5日 - 淮陰県・淮安県の各一部が清浦区に編入。(2区11県)
- 1985年12月4日 (2区11県)
  - 洪沢県・泗洪県の各一部が盱眙県に編入。
  - 洪沢県の一部が泗洪県・泗陽県に分割編入。
  - 淮陰県の一部が洪沢県に編入。
- 1987年12月15日 - 宿遷県が市制施行し、宿遷市となる。(2区1市10県)
- 1987年12月22日 - 淮安県が市制施行し、淮安市となる。(2区2市9県)
- 1996年7月19日 (2区1市5県)
  - 宿遷市が地級市の宿遷市に昇格。
  - 沭陽県・泗陽県・泗洪県が宿遷市に編入。
  - 灌南県が連雲港市に編入。
- 2000年12月21日 - 淮陰市が淮安市に改称。

#### 淮安市
- 2000年12月21日 - 淮陰市が淮安市に改称。(4区4県)
  - 淮安市が区制施行し、楚州区となる。
  - 淮陰県が区制施行し、淮陰区となる。
- 2011年12月30日 - 楚州区が淮安区に改称。(4区4県)
- 2016年6月8日 (4区3県)
  - 清河区・清浦区が合併し、清江浦区が発足。
  - 洪沢県が区制施行し、洪沢区となる。

## 経済
大手鉄鋼メーカー・江蘇沙鋼集団（沙鋼）の傘下にある特殊鋼メーカー・江蘇沙鋼集団淮安特鋼有限公司（淮安特鋼）が本拠を置く。2000年以後、韓国資本のハンコックタイヤと台湾資本のフォックスコン（富士康）、達方電子、宏盛箱包などの企業が淮安に投資し、台湾資本の新たな集中地域となっている。2023年には全市のGDPは5015.1億元、一人当たりGDPは93700元(12980ドル)に達した。経済総生産と一人当たり平均は江蘇省第11位、全国第58位である。 

## 交通

### 道路
- 京滬高速道路、宿淮塩高速道路、寧連高速道路、塩徐高速道路

### 鉄道
主な駅
- 淮安駅（中国語版） - 在来線の列車が発着する。
- 淮安東駅（中国語版） - 2019年に開業した高速鉄道の駅。当駅と省都の南京の間は高速列車で1時間40分から2時間[3]、上海との間は3時間である[4]。

主な路線
- 新長線（中国語版）
- 徐塩旅客専用線（中国語版）
- 連鎮旅客専用線（中国語版）
- 淮安有軌電車

### 空路
- 淮安漣水空港

## 文化

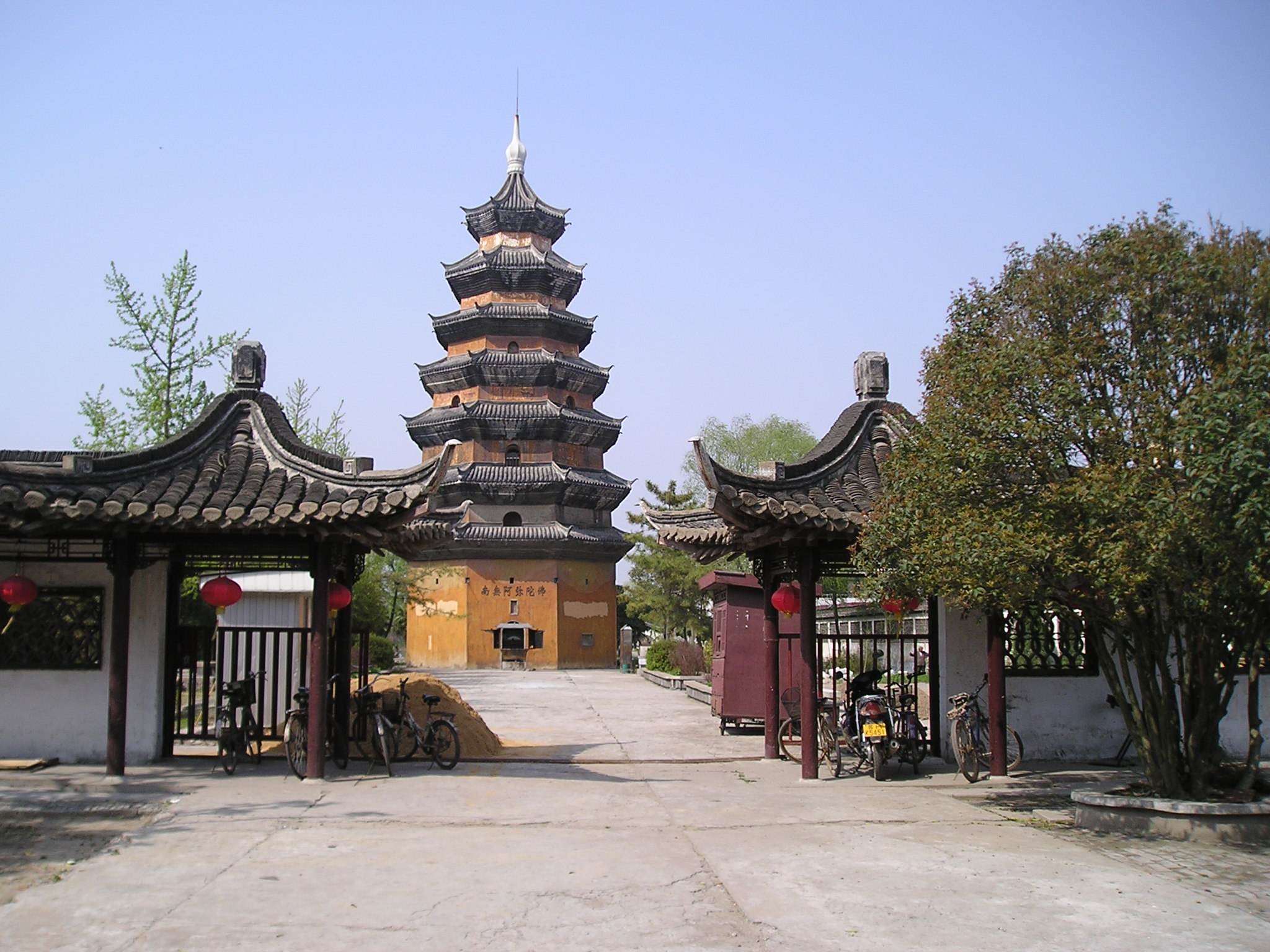
文通塔

淮安市での宗教施設および信徒数では、キリスト教が800箇所・信徒数18万と優位にある。仏教（40箇所、信徒数4万）、イスラム教（5箇所、信徒数6,000人）が続く。著名な仏教寺院には慈雲寺、聞思寺などがある。
淮安出身の有名人には韓信（淮陰侯）のほか、文人の陳琳や枚乗、明代の小説家で『西遊記』の著者・呉承恩、清末期の学者・小説家で『老残遊記』の著者・劉鶚、清代の名医・呉鞠通、清末期の武将でアヘン戦争で討ち死にした関天培、中華人民共和国総理であった周恩来らがいる。
中国歴史文化名城に指定されている淮安は観光都市としても知られているほか、江蘇料理の一つで淡水魚の料理などが有名な淮揚料理（淮揚菜）の本場として、また淮劇や淮書などの本場としても知られる。主な観光地には大運河や漕運総督衙門の跡地、鎮淮楼、文通塔、清晏園、缽池山公園、勺湖などがある。また周恩来の旧居と周恩来紀念館や、明の朱元璋が祖先を葬った明祖陵もある。